# Ernest Poole
Ernest Poole (23. ledna 1880 Chicago – 10. ledna 1950 New York) byl americký spisovatel, držitel Pulitzerovy ceny z roku 1917 za knihu His Family (Jeho rodina).

## Život
Americký spisovatel, narozený v Chicagu, vystudoval roku 1902 Princetonskou Univerzitu. Žil v univerzitním Settlementu (domy, umístěné v chudinských čtvrtích, sloužící k poskytování péče o chudé, ale i ke kulturnímu sbližování mezi chudými a bohatými) v New Yorku, v době, kdy pracoval na zrušení dětské práce a dalších sociálních reformách. Pomohl Uptonu Siclairovi shromáždit materiály pro jeho knihu The Jungle (Džunle) a poté vydal svou první novelu The Voice of the Street (1906), zobrazující život ve zchudlé čtvrti Lower East Side v New Yorku. New York byl také jeho hlavní inspirací pro jeho hlavní novelu The Harbor (1915). Také sloužil jako válečný zpravodaj v Německu a Francii. V té době také jel do Ruska, kde soucitně sledoval Říjnovou revoluci z první ruky. Kniha His Family (Jeho rodina, 1917) pojednává o změně standardů života v USA. Za tuto knihu roku 1917 získal Pulitzerovu cenu.

## Dílo
Bydlící v New Yorku, Poole pokračoval ve své literární kariéře psaním velkého množství novel a příběhů, například:
- His Second Wife (1918), což je příběh o ženě, jež se vdá za svého ovdovělého švagra a vede dlouhý boj s vlivem její mrtvé sestry.
- The Dark People (1918) a The Village (1918) jsou náčrty rolnického života v Rusku.
- Blind (1920) – částečně autobiografická novela o životě v činžovním domě v New Yorku, První světové válce v Evropě a revoluci v Rusku.
- Beggar's Gold (1921) – příběh o učiteli, který dosáhne svého snu, kterým je návštěva Číny
- Millions (1923) – ironický příběh o rodině, čekající na smrt příbuzného, který ale ztratí své jmění, aniž by o tom rodina věděla
- Danger (1923) – dílo o znepokojení nad neurotickou ženou, která ničí životy jejího bratra a švagrové
- The Avalanche (1924) – toto díle se zaobírá konfliktem mezi ideály neurologa a tužbou jeho ženy po úspěchu
- The Hunter's Moon (1925) – vyprávění o chlapci, jenž sní o výletu do pokojného lesa, daleko od jeho domova bez lásky
- The Little Dark Man (1925) – Ruské skeče
- With Eastern Eyes (1926) – dílo, popisující reakci ruského vědce na americkou společnost
- Silent Storms (1927) – novela, zabývající se protichůdnými standardy amerického finančníka a jeho mladé francouzské manželky
- The Car of Croesus (1930) – dílo o ruském návštěvníkovi v USA
- The Destroyer (1931) – dílo o konfliktu mezi dvěma bratry
- Nurses of Horseback (1932) – úvaha nad hranicí ošetřovatelských služeb v horách v Kentucky
- Great Winds (1933) – dílo, jenž dává do kontrastu celkový život moderní rodiny s okolím New Hampshiru
- One of Us (1934) – dílo, popisující změnu života v New Englandu tak, jak to vidí starý skladník

Dalšími díly jsou: The Bridge (1940 – autobiografie); Giants Gone: Men Who Made Chicago (1943); FThe Great White Hills of New Hampshire (1946) – dílo o státu, ve kterém žil